# Ивица Драгутинович
Ивица Драгутинович (на сърбохърватски Ivica Dragutinović) е сръбски футболист, защитник, последно играе за испанския отбор „Севиля“.
Драгутинович започва професионалната си кариера в сръбския отбор „Борац Чачак“. След два сезона той преминава в белгийския „Гент“. След 4 години в „Гент“, той напуска, но остава в белгийското първенство като заиграва за „Стандарт Лиеж“, където вече се утвърждава като титуляр и изиграва 200 мача, в които вкарва 8 гола. През лятото на 2005 г. много отбори се борят за подписа му, като „Севиля“ успява да го купи. При „андалусийците“ той преживява най-хубавите си години, като става два пъти носител на Купата на УЕФА, веднъж на Суперкупата на Европа, носител и на Суперкупата на Испания от 2007 г., както и носител на Купата на Краля от същата година.

## Национален отбор
Ивица Драгутинович има изиграни 33 мача за националния отбор на Сърбия. Част е от „Великолепната четворка“ бранители, които допускат едва един гол в квалификациите за Мондиал 2006 в Германия. Останалите трима играчи от „Великолепната четворка“ са Неманя Видич (Манчестър Юнайтед), Младен Кръстаич (Шалке 04) и Горан Гавранчич (Динамо Киев)

## Кариера по години
1993-1996  Борац Чачак

1996-2000  Гент

2000-2005  Стандарт Лиеж 

2005-2011  Севиля